# Nattfödd
Nattfödd è il quinto album del gruppo musicale finlandese Finntroll, pubblicato nel 2004 dalla Spinefarm.

## Tracce
1. Vindfärd - Människopesten – 5:37
2. Eliytres – 3:48
3. Fiskarens Fiende – 3:47
4. Trollhammaren – 3:34
5. Nattfödd – 4:52
6. Ursvamp – 2:03
7. Marknadsvisan – 2:00
8. Det Iskalla Trollblodet – 3:55
9. Grottans Barn – 4:36
10. Rök – 2:23

## Formazione
- Wilska - voce
- Tundra - basso
- Routa - chitarra
- Skrymer - chitarra
- Trollhorn - tastiere
- B. Dominator - batteria